# مأموریت میان‌سیاره‌ای

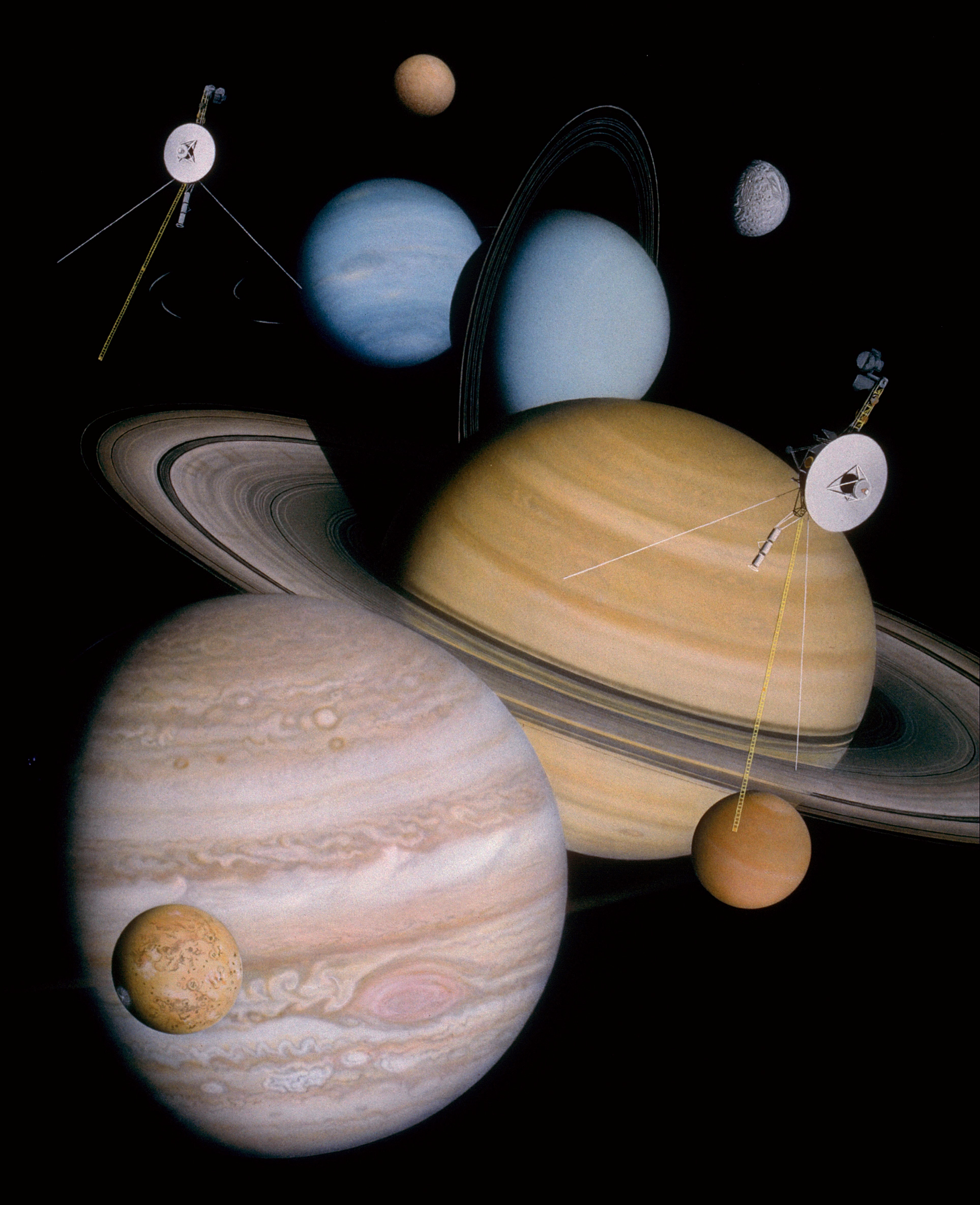
Montage of planets and some moons the two Voyager program spacecraft visited in the 20th century

مأموریت بین سیاره‌ای یک سفر یا مأموریتی از راه فضای بیرونی است که انجام آن بیش از یک سیاره را شامل است. از تاریخ ۲۷ مارس ۲۰۲۰، هیچ مأموریتی بین سیاره‌ای اداره نشده‌است. تا کنون، تمام ماموریت‌های سرنشین‌دار انجام شده مأموریتی در مدار زمین یا ماه بوده استد. قبلاً تعداد زیادی از مأموریت‌های میان سیاره‌ای روباتیک توسط ناسا، اتحاد جماهیر شوروی (و بعداً توسط روسکوسموس، سازمان تحقیقات فضایی هند، آژانس کاوش‌های هوافضای ژاپن و آژانس فضایی اروپا و دیگر کشورها انجام شده‌است.